# Calyptocephalellidae
Calyptocephalellidae (лат.) — семейство бесхвостых земноводных, обитающих в Южной Америке. Первоначально семейство называлось Batrachophrynidae.

## Описание
Размер представителей этого семейства колеблется от 4 см (Telmatobufo) до 32 см (Calyptocephalella gayi). Наблюдается половой диморфизм: самки крупнее самцов. Окрас преимущественно зелёный, серый, коричневый с различными оттенками, встречаются виды с темными крапинками или точками. Голова достаточно большая, с наростами. Туловище массивное, кожа бугристая. Конечности сильные с довольно длинными пальцами, на задних лапах есть плавательная перепонка.

## Образ жизни
Обитают в буковых лесах в горной местности, на берегах рек и ручьёв с быстрым течением. Значительное время проводят в воде. Активны преимущественно в сумерках, питаются в основном водными беспозвоночными.

## Размножение
Спаривание происходит в прудах или заливах озёр, где самка откладывает до 10 000 яиц. Головастики достигают 15 см в длину, имеют присоску и сильный хвост, что помогает им хорошо адаптироваться в быстром течении. Метаморфоз наступает через 1-2 года.

## Распространение
Эндемики Чили (юго-запад Южной Америки), где обитают в горах центральных и южных районов страны.

## Классификация
На февраль 2023 года в семейство включают 2 рода и 5 видов:
- Calyptocephalella Strand, 1928 (1 вид)
  - Calyptocephalella gayi Duméril & Bibron, 1841 — Шлемоголовый свистун, или шлемоголовая лягушка
- Telmatobufo Schmidt, 1952 — Чилийские свистуны (4 вида)
  - Telmatobufo australis Formas, 1972
  - Telmatobufo bullocki Schmidt, 1952
  - Telmatobufo ignotus Cuevas, 2010
  - Telmatobufo venustus Philippi, 1899